# Big Sandy Lodge
 (décembre 2023).
Le Big Sandy Lodge est un hôtel américain situé près de Boulder, dans le comté de Sublette, au Wyoming. Fondé en 1930, ce lodge est inscrit au Registre national des lieux historiques depuis le 13 novembre 2023.